# 西蒙妮·杜瓦利埃
西蒙妮·杜瓦利埃（法語：Simone Duvalier；約1913年—1997年），海地獨裁者弗朗索瓦·杜瓦利埃的妻子。
她於1913年生於萊奧甘，父親是一位穆拉托人作家兼貿易商朱利斯·法爾尼，母親是他家的女傭茜麗·奧維德。在幼年時她的母親拋棄了她，在佩蒂翁維爾的孤兒院度過她的童年。孤兒被鼓勵掌握職業技能，她被訓練作為一名護士的助手。當作為一名護士工作時，她遇到了一位年輕的醫生名叫弗朗索瓦·杜瓦利埃。這對夫妻結婚1939年12月27日，並有四個孩子：瑪麗·丹尼斯，妮可，西蒙尼，以及他們唯一的兒子讓-克勞德。
他們結婚後，弗朗索瓦·杜瓦利埃在1949年成為公共健康和勞工部長，於1957年當選總統。因為她獲得的地位和她的專橫，海地人簡稱她為杜媽、媽媽醫生，和她丈夫一樣她也是一位巫毒教專家。她也培養了她恩人的形象：她在太子港設立了一個定居點，今天被稱為太陽城，是拉丁美洲最悲慘的貧民窟之一。
在1971年，當她的丈夫去世後，她十九歲的兒子讓-克洛德·杜瓦利埃繼承其父為海地“終身總統”時，杜瓦利埃夫人的影響力達到了頂峰，成為海地第一夫人。當1980年讓-克洛德·杜瓦利埃結婚後，她被降職為杜瓦利埃主義革命的守護者。
當讓-克洛德·杜瓦利埃在1986年2月被趕下台後，西蒙妮·杜瓦利埃与儿子一家流亡到法國，自此以后她很少在公共場合露面。之後她的兒子和妻子離婚，杜瓦利埃夫人與她的兒子在巴黎郊區生活，她表示希望「在政治局勢允許時」返回海地。
她死於1997年。